# 純情房東俏房客
《純情房東俏房客》（日语：ラブひな）是由日本漫畫家赤松健創作、描述一名考生為完成約定而四次報考東京大學的愛情喜劇日本漫畫作品。漫畫最初在講談社出版的《週刊少年Magazine》連載，由1998年第47期起至2001年第48期完結，共120話；中文版則由台灣東立出版社的《新少年快報》連載。2000年作品被改編成電視動畫，並在2001年起發行OVA，各種產品亦相繼發行。
憑著作品的風格、各有特點的女性角色等原因，漫畫在連載初期已經備受注目，後來更是廣受日本群眾歡迎。在改編成動畫、各種產品相繼衍生之時，作品更傳至日本國外，知名度被進一步提高。漫畫在日本國內外均有得獎，2001年8月在日本獲得第25屆講談社漫畫賞，在美國則贏得「2002 Anime Expo」的「Best Manga, USA Release」獎項。因此《純情房東俏房客》雖不乏缺點，但就影響力而言，可以說是赤松健最成功的作品之一。

## 內容簡介

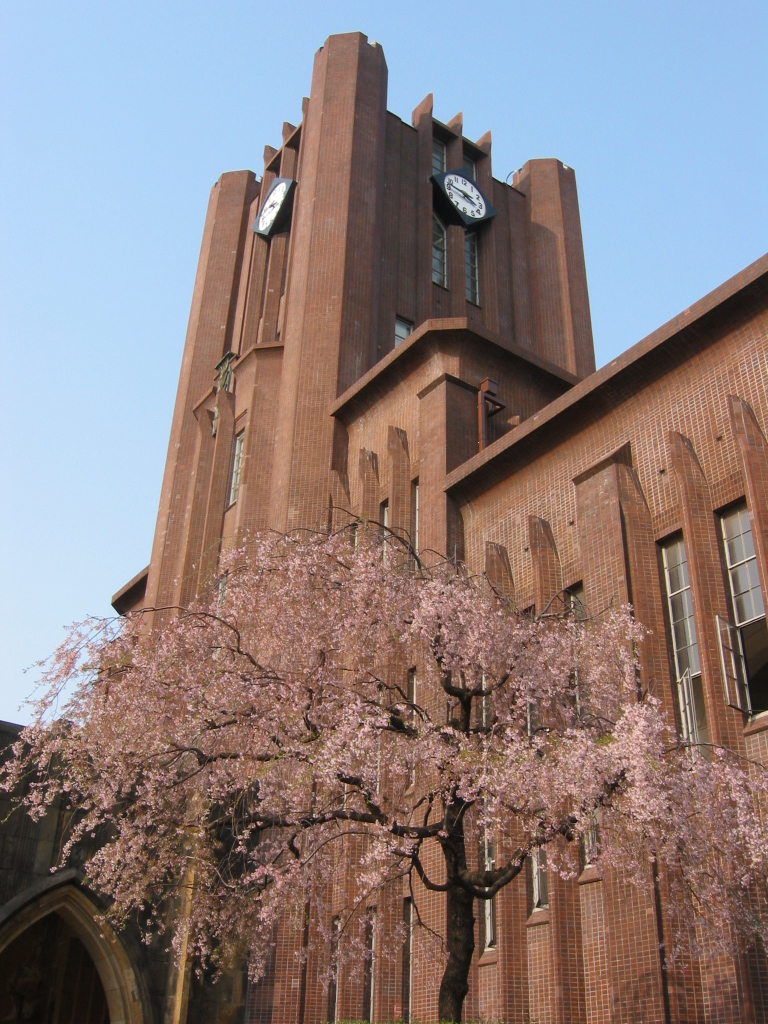
作品使用了東京大學作為主要場景之一（圖為東京大學安田講堂）。

故事開始，一名小女孩和小時的浦島景太郎（故事男主角，以下稱「景太郎」）結下約定：
|  | 你知道嗎？聽說相愛的兩個人如果能一起進東大，他們就能獲得「幸福」哦……所以，在我們兩個長大以後，就兩個人一起進入東大去讀書吧。 |

接著小女孩便和景太郎分開，音訊全無。自此之後，景太郎從未獲得女孩青睞。這種情況，直到他19歲的時候，才開始有所轉變。
此時的景太郎為了要遵守小時候的約定，已經報考東京大學（即東大）兩次，卻因為全國知名的東京大學要求甚高，考試分數遠遠不及以致失敗而回。但是景太郎還是決心要履行約定，第三次報考東大。家人反對他的行為，因此令景太郎離家出走，來到祖母在東京都開設的旅館雛田莊。然而景太郎並不知道旅館已變成「男人止步的女生宿舍」，更對露天溫泉是女性專用一事毫不知情，在浸浴期間與一絲不掛的成瀨川奈留（故事女主角，以下稱「奈留」）相遇。在奈留大呼求救之際，景太郎被迫逃跑；卻引來一眾女性住客的追逐並把自己迫至走投無路。雖然如此，景太郎還是一心打算留在雛田莊，在經歷更多的波折之後，終於以管理員的身份安定下來。
在住進充滿女生氣息的雛田莊之後，景太郎的人生開始了轉變。同一時間，約定之人的真相也慢慢揭開。故事就是圍繞著景太郎能否進入東大、完成約定的主題而展開。

### 劇情簡介
浦島景太郎為了要履行約定而多次報考東京大學，故事便是依著他的經歷一路發展下去。在第三次報考失敗和第四次考試誤以為失敗的時候，景太郎均有放棄報考東京大學之念頭，然而最後他還是決定要繼續追尋東大。雖然在景太郎以為第四次報考也是失敗的時候，萌生了對考古的興趣，有意以發掘古物來代替報考東京大學，但是後來景太郎得知考試成功，發掘古物的志向還是被「在東京大學讀書」的想法暫時取代。故事最後，景太郎成為了考古學家，最終達成兩個願望。
另外，故事也圍繞「景太郎能否完成約定、得到和約定之人一起的幸福」這個主線發展。在景太郎離家出走、重臨小時入住並結下約定的雛田莊的同時，他也為履行約定而努力著。一來景太郎在學業上努力以求考入東大，二來景太郎也希望找回小時候約定的對象。然而成瀨川奈留的出現、雙方漸漸的相戀以及景太郎對約定之人的不確定都影響了景太郎的想法，希望在一起的對象由約定之人漸漸變為奈留。但是乙姬睦美的出現曾一度使景太郎以為她就是小時候的約定對象，讓本來堅持「和奈留一起得到幸福」的景太郎在兩個人之間搖擺不定。後來約定之人的謎團漸漸解開，約定之人原來景太郎、奈留和睦美一起，終於堅定了景太郎和奈留一起的決心，確定了故事的結局。

### 作品風格
- 浪漫愛情

作者在構思故事之時已經有創造一部愛情喜劇的打算，而事實上，某些場面有被認為是受到著名浪漫愛情電影如「鐵達尼號」、「亂世佳人」的影響。
- 有趣的元素

除了作者的構思預示了故事包含有趣的元素之外，故事的情節也印證了這一點。第1話景太郎意外地與奈留全裸相遇、被誤會成色狼以致要逃跑一事，就被認為是愛情喜劇「最常用的手法之一」。此外，故事不乏一些引人發笑的對話，或是景太郎被別人擊倒等有趣的情節。
- 大量女性角色

漫畫連載初期已有五名女性角色出現，數目在後來還不斷增加；相比之下，只有主角浦島景太郎的出場次數較為頻繁，其餘男性角色的出場次數甚少。
- 引起性幻想的情節

故事不乏一些女性走光、半裸甚至是全裸的情節，容易引起男性性幻想。而有一些對白也容易使人聯想到性愛方面，例如動畫第8集景太郎說「和奈留合體」，足以使人聯想到男女之間的相擁、繼而是進一步的性幻想。

## 創作背景
赤松健早在高中時期已經決定將來要在創作界發展。他為自己準備了四條出路：小說、電影、動畫、漫畫。在經過漫長的考慮之後，作者在大學時期選擇了漫畫。大學畢業後不久，作者奪得講談社頒發的新人獎，正式投身漫畫界。在構思《純情房東俏房客》之前，他已經有創作《電腦情人夢》等作品的經驗。
赤松健的畫風則是在大學期間漸漸建立起來。大學時期，作者以繪畫模仿著名動畫角色的同人漫畫為主。當時正值是美少女風格作品《美少女戰士》的全盛時期，作者也深受其影響，培養出「美少女」的漫畫風格。到了他的作品《我永遠的聖誕老人》（1998年）推出之時，畫風已經和《純情房東俏房客》頗為接近。
1998年1月，赤松健開始《純情房東俏房客》的企劃。作者從戀愛遊戲當中獲得靈感，打算以3個男孩和3個女孩在公寓的生活為藍本來創造一部愛情喜劇。後來認為使用溫泉旅館比公寓更有新鮮感，作者於是在圖書館尋找資料，決定以山形縣銀山溫泉附近數間旅館的部份為溫泉旅館「雛田莊」的原形。除了背景有所改變，人物設定經過修改之後，也和最初的有所不同，例如：景太郎由天才考生變成多次考不上大學的失敗考生；奈留比最初的設定更為兇惡；白井功明及灰谷真之由主角變成次要的角色。經過修改後，《純情房東俏房客》的故事終於變成一名男主角（景太郎）與數名女性房客生活的愛情喜劇。
1998年7月，《週刊少年Magazine》開始連載《純情房東俏房客》。在《純情房東俏房客》漫畫的連載期間，每話的製作時間只有8天。作者在《電腦情人夢》開始連載之時曾經面臨相似的處境，最後卻是失敗而回：《電腦情人夢》在週刊連載20話便暫停了，後來改為在製作時間較多的月刊上連載。然而《純情房東俏房客》在連載方面卻十分順利，以每連載7期停刊一週的方式完成連載。多人合作以及清楚分工成為漫畫製作過程不可或缺的一部分，是漫畫得以順利連載的原因之一。

### 設定
為了依照故事主線發展，也為故事增添情節，《純情房東俏房客》設定了不少的人物和場景，對故事的影響皆有不同。以下為一些設定之簡介：
故事其中一個背景就是雛田莊，因此初期的主要人物，都與雛田莊有一定關係。除了男主角浦島景太郎和女主角成瀨川奈留之外，雛田莊的房客還包括前原忍、青山素子、卡歐拉·蘇以及紺野美津四名女性。在雛田莊附近居住的則有「日向」和風咖啡廳的經營者、景太郎的姑姑浦島晴香。男女主角出現的次數最為頻密，表現出來的性格也最明顯：景太郎雖然經常遭遇不幸和失敗，但是有著屢敗屢戰的性格；奈留雖然有暴力的一面，但是不乏溫柔體貼。至於其他女性房客，在漫畫亦有以個人為主題的篇章充分描述，也展示了各有的特色：例如是前原忍內向、青山素子倔強、卡歐拉·蘇有活力、紺野美津開朗等等。相比之下，浦島晴香雖然出現次數最少，但是其言語往往有推進劇情之重要性。
故事中期陸續增加了乙姬睦美、瀨田記康和莎拉·麥杜爾等人物。除了增添情節來源，其中一些角色更是影響男女主角戀情發展的關鍵人物：乙姬睦美在小時候入住過雛田莊，因此成為結下約定的重要一員；瀨田記康相比之下出場較少，不過他是奈留小時候的仰慕對象，也影響了景太郎和奈留的感情發展。莎拉·麥杜爾的影響雖然不大，但是她作弄別人的情節也是故事有趣的地方之一。
到了故事後期，浦島可奈子的出現為故事增加變數。浦島可奈子為完成小時候的約定而改建雛田莊，因此影響了雛田莊房客的生活；另外浦島可奈子喜歡義兄景太郎，也成為景太郎和奈留戀情發展的障礙之一。
故事大部分的情節都是圍繞著這些地點發生：雛田莊本來是一間旅館，後改為女生宿舍。因為是眾房客居住的地方，雛田莊是故事中最常見的背景之一。值得注意的是，成瀨川奈留住304號室，浦島景太郎則住在304號室下方的管理員室，因為304號室的地板有一個「破洞」，兩人得以經由破洞對話或進入對方的房間，於是破洞可以說是兩人感情發展的一個關鍵之處。另外女用露天溫泉多指屬雛田莊一部份的溫泉，由於是男生禁入的地方，因此當景太郎闖入，被女性房客發現時，女性房客追打景太郎的場面，便成為表現引人發笑和性幻想的地方。男女主角在「女用露天溫泉」初遇一事，就是其中一個有趣的笑話。
此外，一些詞語或事物，也成為劇情的關鍵。15年前的約定就是主角不斷努力考上東京大學的原因之一，因此可以說是故事的中心。利特多指成瀨川奈留擁有的布娃娃，因為曾在小時候的約定出現，也成為約定其中一個關鍵之處。

### 發行
在正式故事的單行本中，不但有連載的故事，每一本更附有介紹主要角色及某些設定的附錄。此外，赤松健亦將其個人近況，記錄在封面內頁的空位上。設定集雖然未有故事連載，卻收集了比正式故事附錄中更為詳細的資料、讀者對故事眾角色的評價及意見、作品的歷史及製作方法、外界對作品的反應、以及一些角色的彩色繪圖等等。
2010年11月26日，日本網站「Jcomi」（Jコミ）提供免費下載本作品單行本全14集，該站的營運公司「株式会社Jcomi」（株式会社Jコミ）總經理正是赤松健。2017年12月8日講談社開始發售新裝版，全7集，重新繪製封面。

## 出版書籍
| 卷數 | 講談社         | 講談社             | 東立出版社     | 東立出版社         |
| 卷數 | 發售日期       | ISBN               | 發售日期       | ISBN               |
| ---- | -------------- | ------------------ | -------------- | ------------------ |
| 1    | 1999年3月17日  | ISBN 4-06-312670-6 | 1999年12月15日 | ISBN 957-34-8499-4 |
| 2    | 1999年4月16日  | ISBN 4-06-312681-1 | 1999年12月15日 | ISBN 957-34-8500-2 |
| 3    | 1999年6月17日  | ISBN 4-06-312705-2 | 2000年5月15日  | ISBN 957-34-9372-1 |
| 4    | 1999年9月16日  | ISBN 4-06-312739-7 | 2000年6月17日  | ISBN 957-34-9373-X |
| 5    | 1999年11月15日 | ISBN 4-06-312776-1 | 2000年7月10日  | ISBN 957-34-9757-3 |
| 6    | 2000年2月17日  | ISBN 4-06-312805-9 | 2000年8月25日  | ISBN 957-34-9758-1 |
| 7    | 2000年4月17日  | ISBN 4-06-312827-X | 2000年12月23日 | ISBN 957-731-612-3 |
| 8    | 2000年7月17日  | ISBN 4-06-312863-6 | 2001年1月20日  | ISBN 957-731-613-1 |
| 9    | 2000年10月17日 | ISBN 4-06-312892-X | 2001年2月19日  | ISBN 957-731-614-X |
| 10   | 2001年1月17日  | ISBN 4-06-312923-3 | 2001年4月10日  | ISBN 957-731-615-8 |
| 11   | 2001年4月17日  | ISBN 4-06-312958-6 | 2001年6月5日   | ISBN 957-699-199-4 |
| 12   | 2001年7月17日  | ISBN 4-06-312991-8 | 2001年8月15日  | ISBN 957-669-200-1 |
| 13   | 2001年10月17日 | ISBN 4-06-313029-0 | 2001年9月15日  | ISBN 957-699-654-6 |
| 14   | 2002年1月17日  | ISBN 4-06-313070-3 | 2002年2月9日   | ISBN 957-699-655-4 |

雙色版（IRO-HINA version）
| 卷數 | 講談社         | 講談社                 |
| 卷數 | 發售日期       | ISBN                   |
| ---- | -------------- | ---------------------- |
| 1    | 2001年7月13日  | ISBN 978-4-06-330129-8 |
| 2    | 2001年11月14日 | ISBN 978-4-06-330143-4 |
| 3    | 2002年4月15日  | ISBN 978-4-06-334526-1 |
| 4    | 2002年7月15日  | ISBN 978-4-06-334568-1 |
| 5    | 2002年9月18日  | ISBN 978-4-06-334603-9 |
| 6    | 2002年11月13日 | ISBN 978-4-06-334623-7 |
| 7    | 2003年1月15日  | ISBN 978-4-06-334667-1 |
| 8    | 2003年3月18日  | ISBN 978-4-06-334685-5 |
| 9    | 2003年5月14日  | ISBN 978-4-06-334720-3 |
| 10   | 2003年7月15日  | ISBN 978-4-06-334748-7 |
| 11   | 2003年9月13日  | ISBN 978-4-06-334766-1 |
| 12   | 2003年11月17日 | ISBN 978-4-06-334798-2 |
| 13   | 2004年1月16日  | ISBN 978-4-06-334833-0 |
| 14   | 2004年4月16日  | ISBN 978-4-06-334851-4 |

文庫版
| 卷數 | 講談社         | 講談社                 |
| 卷數 | 發售日期       | ISBN                   |
| ---- | -------------- | ---------------------- |
| 1    | 2014年6月12日  | ISBN 978-4-06-384984-4 |
| 2    | 2014年7月11日  | ISBN 978-4-06-384985-1 |
| 3    | 2014年8月12日  | ISBN 978-4-06-384986-8 |
| 4    | 2014年9月12日  | ISBN 978-4-06-384987-5 |
| 5    | 2014年10月10日 | ISBN 978-4-06-384988-2 |
| 6    | 2014年11月12日 | ISBN 978-4-06-384989-9 |
| 7    | 2014年12月12日 | ISBN 978-4-06-384990-5 |

新裝版（中文稱愛藏版）
| 卷數 | 講談社        | 講談社                 | 東立出版社     | 東立出版社         |
| 卷數 | 發售日期      | ISBN                   | 發售日期       | EAN                |
| ---- | ------------- | ---------------------- | -------------- | ------------------ |
| 1    | 2017年12月8日 | ISBN 978-4-06-510578-8 | 2020年6月22日  | EAN 471060104217-5 |
| 2    | 2018年1月9日  | ISBN 978-4-06-510724-9 | 2020年7月23日  | EAN 471060104281-6 |
| 3    | 2018年1月9日  | ISBN 978-4-06-510725-6 | 2020年8月21日  | EAN 471060104282-3 |
| 4    | 2018年2月9日  | ISBN 978-4-06-510959-5 | 2020年9月30日  | EAN 471060104283-0 |
| 5    | 2018年2月9日  | ISBN 978-4-06-510960-1 | 2020年11月20日 | EAN 471060104284-7 |
| 6    | 2018年3月9日  | ISBN 978-4-06-511066-9 | 2020年12月18日 | EAN 471060104285-4 |
| 7    | 2018年3月9日  | ISBN 978-4-06-511068-3 | 2021年1月14日  | EAN 471060104286-1 |

### 相關書籍
導讀手冊
| 標題 | 講談社        | 講談社                 | 東立出版社    | 東立出版社             |
| 標題 | 發售日期      | ISBN                   | 發售日期      | ISBN                   |
| ---- | ------------- | ---------------------- | ------------- | ---------------------- |
| 0    | 2000年7月14日 | ISBN 4-06-334314-4     | 2001年1月17日 | ISBN 957-34-9701-8     |
| ∞    | 2002年7月15日 | ISBN 978-4-06-334578-0 | 2007年5月14日 | ISBN 978-986-11-8266-7 |

小說
- （作者：葉月九ロウ）：2001年5月17日、ISBN 978-4-06-324342-0
- （作者：川崎裕之）：2002年2月15日、ISBN 978-4-06-324345-1

卡通漫畫書
| 卷數 | 講談社        | 講談社                 | 東立出版社     | 東立出版社         |
| 卷數 | 發售日期      | ISBN                   | 發售日期       | ISBN               |
| ---- | ------------- | ---------------------- | -------------- | ------------------ |
| 1    | 2000年8月1日  | ISBN 978-4-06-334325-0 | 2002年2月7日   | ISBN 986-11-0212-4 |
| 2    | 2000年11月7日 | ISBN 978-4-06-334351-9 | 2002年2月19日  | ISBN 986-11-0213-2 |
| 3    | 不適用        | 不適用                 | 2002年3月29日  | ISBN 986-11-0214-0 |
| 4    | 不適用        | 不適用                 | 2002年3月31日  | ISBN 986-11-0265-5 |
| 5    | 不適用        | 不適用                 | 2002年4月25日  | ISBN 986-11-0266-3 |
| 6    | 不適用        | 不適用                 | 2002年5月17日  | ISBN 986-11-0267-1 |
| 7    | 不適用        | 不適用                 | 2002年6月20日  | ISBN 986-11-0541-7 |
| 8    | 不適用        | 不適用                 | 2002年7月30日  | ISBN 986-11-0542-5 |
| 9    | 不適用        | 不適用                 | 2002年9月10日  | ISBN 986-11-0543-3 |
| 10   | 不適用        | 不適用                 | 2002年10月17日 | ISBN 986-11-0544-1 |

## 動畫
電視動畫版是由XEBEC負責製作，於2000年8月3日至2001年3月7日期間共播放24集和2集特別篇，除了日本外也在其他國家地區播放和發售。2002年發售OVA《純情房東俏房客 Again》。

## 評價

### 漫畫

#### 連載初期在社會受到的關注
作品在連載初期就已經引起日本東京大學的回應，男女主角曾刊載在東京大學創立的新聞實習報紙《東京大學新聞》（東京大学新聞）上。《東京大學新聞》在1999年2月2日介紹了成瀨川奈留，文中將她的性格形容為「愛吃醋、多管閒事、虛榮心強、不坦白、小氣、堅強、膽小以及有毅力」，又因她在全國模擬考排名首位一事將她評價為一個「天才美少女」，但是唸書時卻是一個「書呆子」，甚至覺得「她將靈魂奉獻給讀書」，在與浦島景太郎相遇後才「漸漸將靈魂找回，並開始綻放光芒」。
另外，《東京大學新聞》在1999年6月22日介紹了浦島景太郎，文中評價他為「長相不行、用功不行、運動不行」的人，因為沒有女孩子對他有興趣而過著「灰暗」的生活，但是認為景太郎進入雛田莊「是人生當中一百八十度的轉變」，過著「令人羨慕又充滿女難」的生活。不過，文中也認為故事將東大學生描寫得十分「極端」：故事當中，景太郎被誤會為東大學生，便引來眾女生房客的親近；而在一次真實調查中，只有兩成東大學生承認自己有女朋友，相距甚大。

#### 角色受歡迎的原因
設定集《純情房東俏房客 0》的故事角色介紹部分收錄了漫畫讀者對故事角色的評價。另一方面，書中也公開角色支持者數目的投票結果以及讀者的評語。以上兩點反映了不同角色的受歡迎程度以及當中的原因。最普遍的評語是角色「可愛」，幾乎每一個角色也曾經被如此評價過。然而不同的角色，讓讀者感到「可愛」的原因就各有不同。例如主角「成瀨川奈留」，是因為偶然表現出害羞的樣子，而被一些讀者認為是可愛；「青山素子」是因為平時展現的多是嚴肅、強悍、倔強的性格，相比之下，展現「女孩子氣」的時間很少，於是這些偶然出現的情節才是讀者認為可愛的地方；而「前原忍」讓讀者覺得可愛的原因，是她喜歡做家務、個性內向、膽小等等。
雖然不同角色之間均有被讀者稱為「可愛」的地方，但是這不足以解釋為何角色得到不同類型群眾之支持。事實上，角色所展現出的獨特性格，才是角色受廣泛程度歡迎的原因。舉例說，相比起其他角色，「成瀨川奈留」有著溫柔、體貼的一面，而且更有著能夠考獲「全國第一」的聰明頭腦等等，種種因素使她成為在讀者投票當中最受歡迎的角色。「前原忍」是因為個性內向、膽小、純真等等，於是得到不少年長讀者的支持，歡迎程度也是讀者當中第二多的。「青山素子」則是因為比起其他角色更為像「女強人」，卻又不乏日本傳統女性之一面，才會在讀者投票當中得到第三名的支持度。至於其他角色亦各有特點，例如「乙姬睦美」身材豐滿、個性呆笨；「紺野美津」個性開朗、行為成熟；「卡歐拉·蘇」精於器械、充滿活力等等，因此雖然支持者未算甚多，但是也吸引了不同類型的讀者。

### 動畫

#### 劇情
就內容而言，動畫初期得到的評價十分正面：一篇評論認為故事主線的不斷推進將每一集聯繫起來，吸引觀眾追看故事的發展；然而每集內容卻又不像主線般結構嚴密，反而充斥著一定的隨機性，讓觀眾盼望下一集全新的情節。這種既緊密又鬆散的劇情結構讓故事在邏輯性和趣味性上得到平衡。
然而這些長處到了動畫中期卻漸成短處：一評論批評採取相同的模式使一些本來引人發笑的情節漸漸變得平凡不過；另外，因為故事的笑話集中在女角追打男主角的情節，重覆使用暴力的場面使女角看起來像是缺點一堆堆：愚蠢、缺乏耐性、不會聆聽別人的解釋……等等。而且故事主線失去了以往的緊密聯繫，情節變得牽強起來，以往的優點幾乎消失。
不過評論並不見得將動畫評得一無是處。雖然相同的評論認為動畫中期的質素是在水準之下，但是從整體來說，也理解作品擁有大量愛好者的原因：即使是比較差的動畫中期，內容仍然具有娛樂性，而且在混亂的情節過後，也有一些情節交代動畫角色的過去，讓觀眾得以了解。從整體上說，此評論相信故事後段將會比之前更好，同時也認為「所有優秀的作品亦會有偶然差劣的時候」。這種說法到了動畫中後期的特別篇得到體現：另一篇評論認為「聖誕特別篇」比之前的部分要出色得多：故事內容集中描寫角色之間的互動，情感要比之前的部分豐富；當中不乏笑料和引起性幻想的地方，但不影響放在故事本身的焦點。
然而後來動畫的評論還是回歸了負面：一評論認為「春節特別篇」遺下了不少漫畫應有的情節，動畫雖然有一些值得回憶的地方，感覺上和漫畫的內容十分相似，卻不能交代漫畫使人著迷的地方。另一篇關於後續作品的評論更是負面，認為故事的劇情不但沒有推進，反而是倒退到以前，評價這種交代故事的手法為「不負責任」，甚至認為應該「遠離」此後續作品。

#### 音樂、聲效
一篇評論認為動畫中的插曲雖非特別，卻能夠為故事的音效建立一個不至於太明顯的背景；另外也認為聆聽故事的主題曲是一件愉快的事情，各主題曲風格截然不同，適合不同心境的人。另一評論也認為音效增加故事的趣味，但是覺得插曲不算完整，比較完整的主題曲聆聽起來也有一點做作。

#### 配音、翻譯
有評論認為日本的配音人員非常出色，聲線自然又不乏趣味性；對於英語的配音人員卻有非常低的評價，因此認為觀眾即使不熟識日語，也應該聆聽日語配音，配上字幕以助理解。然而另一篇評論卻認為英語配音並不算差，反而對翻譯不太滿意，認為原來的一些可以翻譯過來的笑話沒有被翻譯或是改變了意思。

### 整體評價
作品在漫畫連載初期已經有一定的知名度，到了之後的大受歡迎並非毫無原因：一來是女性角色各有特點，吸引了廣泛層面的觀眾，二來作品的風格也受到不同的讚賞：在台灣，播放動畫的中國電視公司影片組評價故事將「青澀少年初嚐戀愛滋味的微妙情愫作出最佳的詮釋」，認為故事「爆笑有趣、幽默詼諧」、「不時穿插讓人噴飯的爆笑場面」；另外有評論認為作品「以令人滿意的方式將舞台劇、浪漫及鬧劇融合」；又有評論的作者「被幾乎每一個笑話逗樂」。但是，評價當中亦不乏批評，例如有評論指出故事包含太多「性諷刺」，不適合十六歲以下之人；另一評論更指出過多引起性幻想的情節會使故事變得「荒謬」；此外，動畫質素屢有反覆也是一個令人失望的地方。

## 影響
作品和真實世界的影響是雙方面的。一方面，現實事物影響了作品的發展；另一方面，大受歡迎的作品影響了現實世界，甚至反過來影響當初影響作品的事物：

### 作者其餘的作品
《純情房東俏房客》承襲了前作的不少設定，例如女主角成瀨川奈留就是沿用前作《電腦情人夢》和《我永遠的聖誕老人》的一些地方。另一方面，此作的成功也影響了以後的作品，後作《魔法老師》同是愛情喜劇，也是採用的「少數男主角對大量女性角色」的模式等等。

### 東京大學
作品的誕生和發展，均離不開東京大學的影響：作者希望採用現實的事物以求讀者的共鳴，同時認為一般人有「要考就考東大」的想法，於是使用了東京大學作為故事的背景之一；另外，男女主角被《東京大學新聞》刊載之後，漫畫單行本第4集也有《東京大學新聞》的蹤跡。
除了男女主角在《東京大學新聞》刊載之外，《東京大學新聞》於1999年3月10日刊登赤松健專訪，也可視之為作品對東京大學之影響——訪問期間所提及的事情就有不少都是關於作品的。另一個細微的影響也值得注意：在漫畫開頭，奈留謊稱東京大學有「味噌龍蝦定食」，用以試探景太郎在東大讀書的真實性；距漫畫推出時間約一年多之後（2000年2月），這種食物在東大的學生食堂中出現，由虛構變成了真實。

### 作品與現實模仿
作品不乏對現實品牌的模仿：例如故事中「Asehi啤酒」被認為是模仿朝日啤酒，「吉田家」被認為是模仿吉野家等等。另外也有一些情節被推測是受到其他電影或漫畫的影響，例子有電影《鐵達尼號》、漫畫《小拳王》等等。
真實世界亦不乏模仿作品的事物。大量相關產品如CD、遊戲軟件、電話卡等等便是最明顯的例子。此外，還有愛好者對故事角色的模仿：日本的GK模型展覽「Wonder Festival」中曾展示愛好者製造的四款成瀨川奈留模型、一款溫泉蛋（在故事中出現的一隻溫泉烏龜）的模型；也有愛好者扮演作品的主要角色。

### 日本以外的純情房東俏房客
除了在日本大受歡迎之外，作品在日本以外的地區發行，也造成一定的影響力：
在台灣，作品在《新少年快報》連載，在連載作品中頗受歡迎，由東立出版社發行的中文版單行本，每集發行量約為50,000－57,000本，讀者主要是國中生至大學生之間。2002年2月18日，赤松健到訪台灣舉辦簽名會及記者會的時候，在前一兩天就有讀者排隊等候，當日也有不少讀者要求合照以及贈送禮物，自由時報在2月20日曾作出相關報導，電視新聞也有提及。此外，動畫版在中國電視公司播放，影碟則由木棉花國際發行。
在中國大陸，作品在2000年末開始有一定名氣，熱潮持續到了2001年的夏天，不過大部分的動漫愛好者對作品本身的內容並不清楚，只有一個大概的印象。
在韓國，作品在《少年Magazine Chance》上連載，由鶴山文化社發行的韓語版單行本，每集發行量約為32,000本，相關的網站約有100個。
在法國，因為女性角色特徵明顯、故事有趣，作品和《麻辣教師GTO》、《百变小樱》差不多受歡迎。由Pika Edition發行的法語版單行本，第一版的發行量約為20,000本。不少讀者會透過作品來了解日本文化。另外，Déclic Images也發行了動畫版。
在義大利，作品基於「畫風和故事完成度高」及「義大利人喜歡多愁善感的喜劇」兩個原因而發行。由PlayPrees發行的義大利語單行本，發行量約為30,000本。在出版新刊的時候讀者人數就會大幅增加，出版社每天也會收到讀者的電子郵件和來信。Mondo Home Entertainment則發行動畫版。
在德國，出版社Egmont Manga und Anime對作品的看法是「故事有趣、充滿浪漫愛情」，認為會受到德國讀者的歡迎，於是發行了約10,000本的德語單行本第一版。
在西班牙，作品是受到大量讀者要求而出版，由Glénat發行約6,000西班牙語單行本。與其他地方比較不同的是，讀者主要是十幾歲的青少年，而且女性讀者比男性多。另有Jonu Media發行動畫版。
在美國，英文版漫畫由Tokyopop、動畫則由萬代發行。作品更獲得2002 Anime Expo的「Best Manga, USA Release」獎項，反映其受歡迎程度。
另外，漫畫也在香港和澳門（東立出版社，中文版）、英國和加拿大（Tokyopop，英文版）、加拿大魁北克省（Pika Edition）、新加坡（创艺出版社，中英文版）、巴西（Editora JBC）、墨西哥（Grupo Editorial Vid）、波蘭（Waneko）以及泰國等地發行；動畫也在加拿大（萬代）、新加坡（Odex）發行。

## 衍生作品
《純情房東俏房客》除了被改編成動畫、OVA，亦衍生了不同類型的產品，可以是作為作品知名度的一個指標：
- 遊戲軟體（依推出日期排序）：[41]

| 遊戲平 | 遊戲名稱 | 發行公司                | 發售日期       |
| ------ | -------- | ----------------------- | -------------- |
| GBC    |          | Marvelous Entertainment | 2000年8月4日   |
| PS     |          | 科樂美                  | 2000年9月28日  |
| DC     |          | 世嘉公司                | 2000年9月28日  |
| PS     |          | 科樂美                  | 2000年11月30日 |
| GBC    |          | Marvelous Entertainment | 2001年1月26日  |
| DC     |          | 世嘉公司                | 2001年3月29日  |
| GBA    |          | Marvelous Entertainment | 2001年9月21日  |
| PS2    |          | 科樂美                  | 2003年5月22日  |
- 以下為數款最早推出、包含與作品相關歌曲的CD，皆為King Records發行：[42]

| CD名稱 | 發售日期      | 編號          |
| ------ | ------------- | ------------- |
|        | 2000年1月28日 | KICA-492      |
|        | 2000年4月26日 | KICA-504      |
|        | 2000年5月24日 | KICA-506      |
|        | 2000年6月21日 | KICA-511      |
|        | 2000年7月26日 | KICA-515      |
|        | 2000年8月23日 | KICA-520      |
|        | 2000年9月21日 | KICA-523～524 |
- 電話卡，至少有17款之多。當中不少電話卡以單行本封面作圖案。[43]
- 電腦桌面工具集「Love Hina Desktop Accessories」，講談社2000年4月26日上市，支援作業系統為Windows 95/98。[43][44]
- 電腦桌面工具集「Love Hina Digital Toybox」，講談社2001年4月26日上市，支援作業系統為Windows 95/98/Me。[45]
- 儲值卡，以單行本第1集封面作圖案。被認為是《純情房東俏房客》當中比較少見的相關產品。[43]
- 作家大沼考次推出的（純情房東俏房客　美少女角色分析書[46]）。[47]
- （到20世紀末的東大去看看），內有赤松健專訪，東京大學新聞社出版，ISBN 978-4-88611-319-1。

## 軼事
《純情房東俏房客》在作品內外均有不少軼事值得一提：
- 日語版封面標題為「（愛雛）」；英語版封面標題為「Love Hina（愛雛）」；韓語版封面標題是「（愛在愛之內）」。直譯出來的標題和中文標題「純情房東俏房客」的意思有所不同。
- 日語版原名「（愛！雛田莊）」，「（愛雛）」是縮寫。
- 動畫版首25集（包含未在電視播放的）的日語標題皆以「（音：na）」字結尾。
- 「雛田」和「日向」在日語發音一樣，都是「（音：hinata）」。在東立出版社出版的中文版漫畫中，兩者皆有使用。「雛田」用於主角祖母的名字「浦島雛田」、旅館「雛田莊」以及海濱休憩小屋「雛田」；而「日向」用於主角的姑姑經營的和風咖啡廳「日向」。另外由於動畫版中只有「日向」或的名稱，並沒有出現「雛田」，所以木棉花國際發行的中文動畫版一律把漫畫版的「雛田莊」改為「日向莊」。
- 《週刊少年Magazine》2010年第40期刊載全彩印刷的《純情房東俏房客》6頁特別短篇（彩色：岡田寬；設計：後藤淳）[48]，這是慶祝《魔法老師》連載300回的特別企劃。

## 外部連結
- 歡迎來到Love Hina温泉街（動畫官方網站）（日語）
- AI Love Network （页面存档备份，存于）（作者赤松健個人網站）（日語）
- 純情房東俏房客研究所 （页面存档备份，存于）（日語）